# Futbol americà

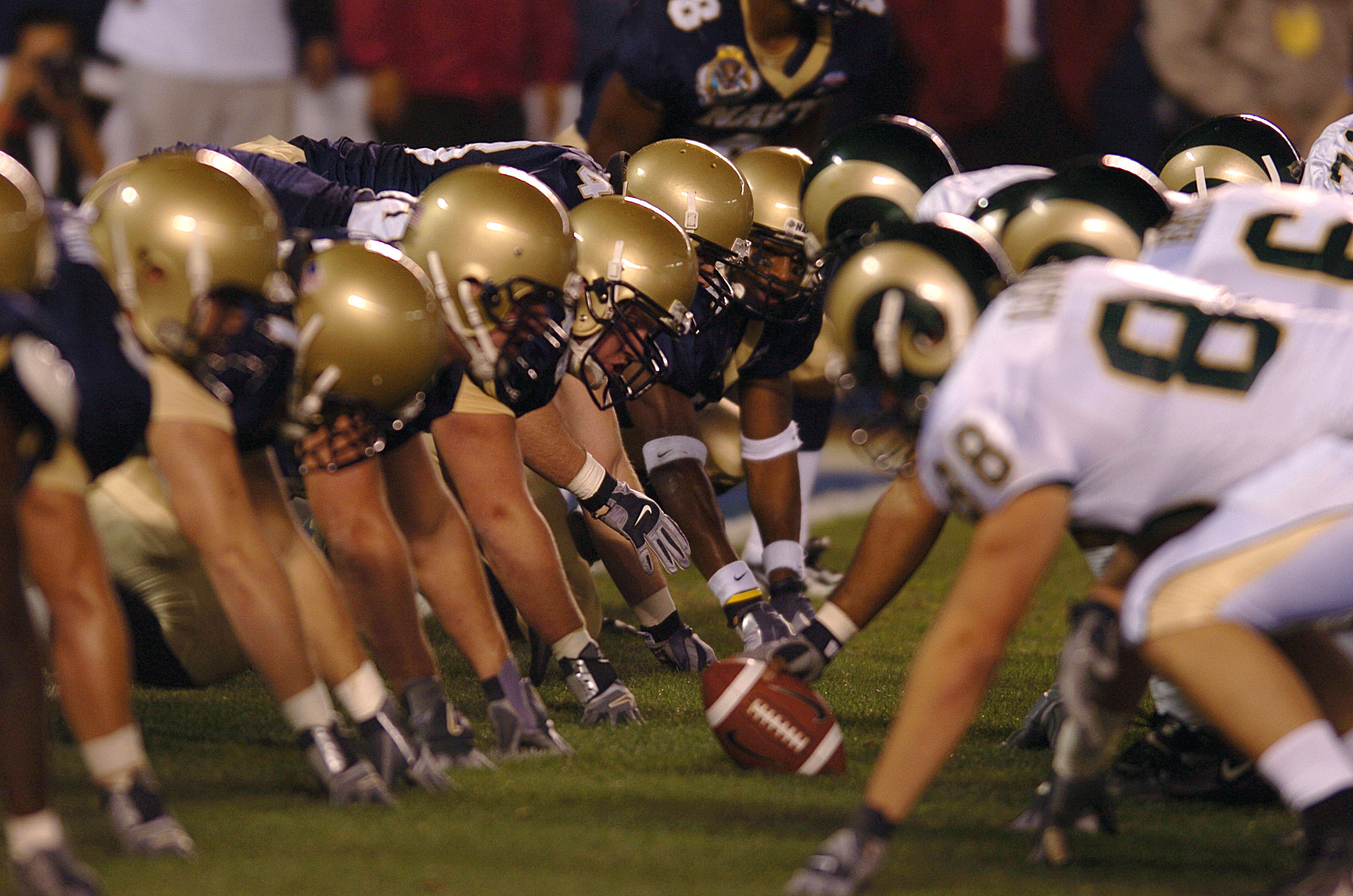
Jugadors preparats per l'inici d'una jugada a un partit de futbol americà

El futbol americà (anglès: football) és un esport molt popular als EUA i al Canadà derivat del rugbi, tot i que en l'actualitat els dos esports han esdevingut tan diferents que ja només comparteixen orígens. En el futbol americà, la clau per a l'èxit és combinar la força física (sobretot en determinades posicions) amb la velocitat d'execució, l'anticipació, l'estratègia i sobretot la coordinació entre els membres de l'equip. Més que en cap altre esport, és vital per a aconseguir el propòsit (marcar touchdowns) que tots els jugadors es moguin i executin els seus moviments com si fossin un sol conjunt.
Una de les característiques que tan difícil fa la seva comprensió a Europa és que en el futbol americà, atac i defensa són dues coses separades; mentre al camp hi hagi l'atac de l'equip A (format per 11 jugadors) hi haurà la defensa de l'equip B (formada també per 11 jugadors), separats per la línia de scrimmage i esperant a fer l'esnap per iniciar el joc. Això fa que les posicions estiguin extremadament especialitzades, cosa que fa de cada jugador una peça imprescindible. A més a més, existeix un equip per a jugades especials com poden ser els xut a pals, els punt addicional o la conversió de dos punts i que també s'encarreguen dels retorns després d'un Touchdown o un safety, o al començament de la primera i la segona part.
La principal lliga professional és la National Football League (NFL) nord-americana.

## Posicions

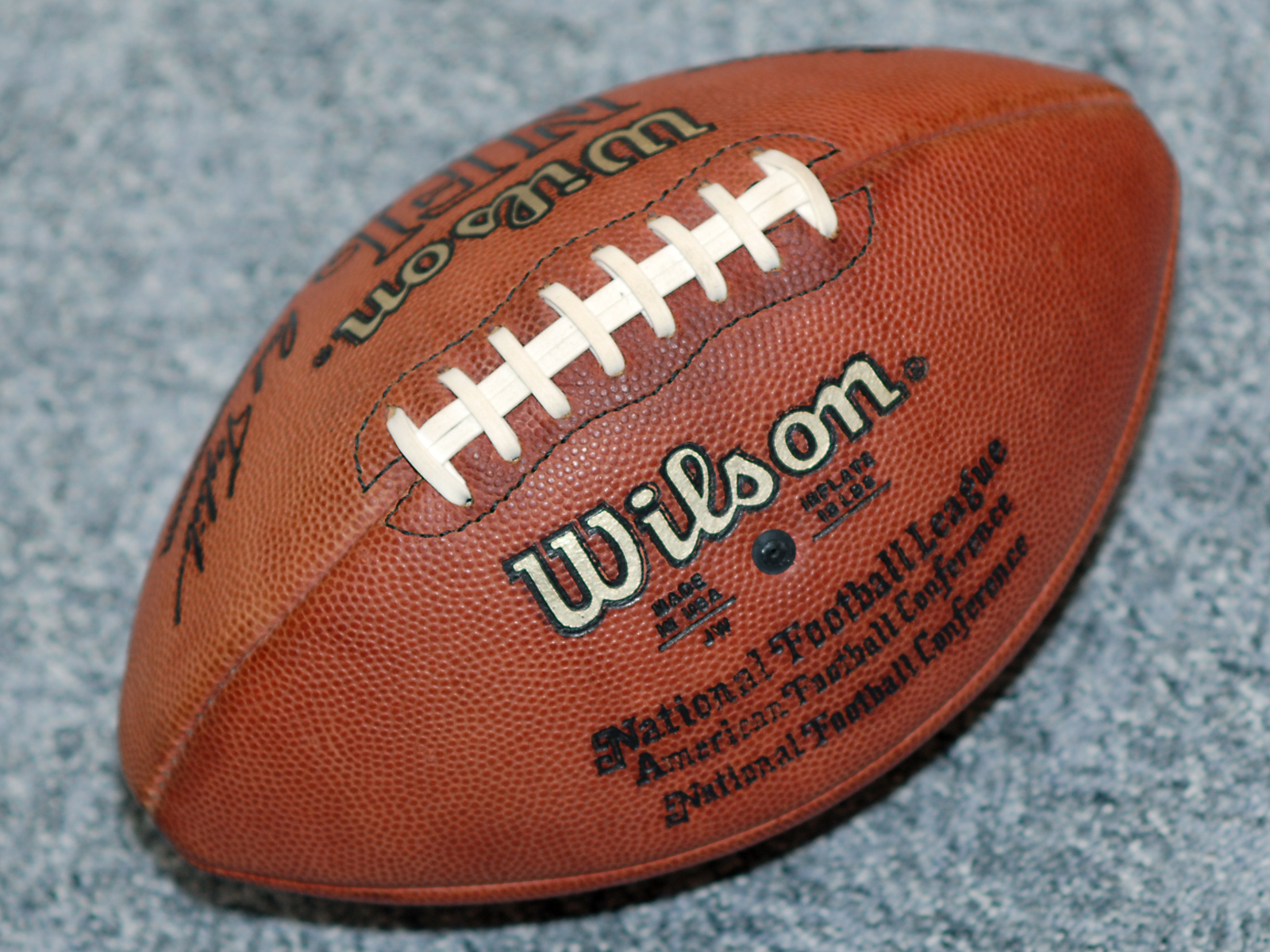
Pilota de futbol americà

### Ofensives
- Rerequart o quarterback (QB)
- Corredor o running back (RB)
- Receptor o wide receiver (WR)
- Ala tancat o tight end (TE)
- Línia ofensiva formada per:
  - Central o center (C)
  - Guarda ofensiu o offensive guard (G)
  - Bloquejador ofensiu o offensive tackle (T)

### Defensives
- Línia defensiva
  - Línia defensiu central o nose tackle (NT)
  - Bloquejador defensiu o defensive tackle (DT)
  - Línia defensiu exterior o defensive end (DE)
- Rerelínia o linebacker (LB)
- Secundària
  - Defensor lateral o cornerback (CB)
  - Saguer o safety (S)

### Especials
- Xutador o kicker (K)
- Col·locador o holder (H)
- Esnàper llarg o long snapper (LS)
- Xutador d'allunyament o punter (P)
- Retornador o returner (R)

## Variants
- Al Canadà, el joc té algunes variacions, la més important és que em comptes de 4 downs com a la NFL, n'hi ha tan sols 3.
- El futbol americà de 7 és una modalitat de futbol americà, que es juga amb 7 o 8 jugadors per equip.
- El Futbol flag és una versió pensada per la formació en Futbol Americà, en què el "tackle" o "placatge" es realitza traient un mocador que el jugador, normalment un infant, té lligat als pantalons

## Història

### Futbol americà a Amèrica
El futbol americà és descendent directe dels jocs britànics futbol (soccer) i rugbi, i es va desenvolupar a les universitats nord-americanes al segle xix. El primer partit, segons les regles de Harvard, es disputà entre les universitats de Harvard i McGill (Montreal) a la ciutat de Cambridge (Massachusetts) el 1874.
El 1876 es fundà l'Associació Intercol·legial de Futbol. El 1895 es jugà el primer partit professional entre Latrope i Jeanette. El 1919 es fundà l'Associació Americana de Futbol Professional, que es convertí en National Football League el 1922. El 1960 es fundà l'American Football League. Ambdues es fusionaren el 1970, i es van crear les conferències Nacional i Americana. El 1982 es formà la USFL.
A Mèxic el joc nord-americà es va començar a les universitats del país sota un concepte de competències de Fuerzas. El 1970 aquestes es van organitzar en la Lliga de Primera Força, i el 1978 aquesta es va convertir en l'Organització Nacional Estudiantil de Futbol Americà (ONEFA), la lliga major d'aquest esport a Mèxic.

### Futbol americà a Europa
El 1972, quatre equips de bases de l'OTAN jugaren el primer torneig de futbol americà a Europa, a Itàlia. El 1976, comencen a aparèixer equips a Europa. El primer fou el First Austrian American Football Club (FAAFC), a Àustria, l'11 de juny del 1976. El mateix any, un club de Verona jugà contra un equip de la U.S. Army. A Itàlia es jugà el primer encontre entre equips europeus. Foren el Pink Panthers Piacenza i el Frogs Bergamo, equips fundats el 1977. També el 1977 es comença a desenvolupar el futbol americà a Alemanya amb els Frankfurt Lions. El 1979 es crea la lliga alemanya i el 1980 l'American Football Verband Deutschland (Federació Alemanya).
El primer encontre internacional el disputaren, el 1981, Itàlia i Alemanya, a Frankfurt. Finlàndia, Itàlia, Alemanya, Àustria i França formaren l'American European Football Federation (AEFF) el 31 de juliol de 1982 i organitzaren el primer campionat europeu el 1983 a Castel Giorgio, Itàlia. A la final, Itàlia derrotà Finlàndia per 18-6. El 1985, Suïssa, Països Baixos i Gran Bretanya s'uneixen a la AEFF, que canvia el seu nom per European Football League (EFL). Onze anys després la EFL va esdevenir European Federation of American Football (EFAF).
Del 1990 al 2007 a Europa es va disputar una lliga professional formada bàsicament per jugadors nord-americans, la NFLEurope que va servir com a planter de la NFL. Jugadors com Jon Kitna, Kurt Warner o Jay Fiedler van jugar prèviament a la NFLEurope abans de triomfar a la NFL.

### Futbol americà a Catalunya
L'aparició del futbol americà a Catalunya es produeix el 1987 quan Pere Moliner crea l'equip dels Badalona Dracs. Aquest equip va jugar el 19 de març de 1988 el primer partit a Catalunya contra l'equip italià dels Palermo Cardinals, a Barcelona. Es va crear la Federació Catalana de Futbol Americà i la temporada 1988-89 es va disputar la Primera Lliga catalana de futbol americà, entre els Badalona Dracs, els Búfals del Poble Nou, els Pioners de l'Hospitalet i els Boxers de Barcelona.
A la fi de 1991 es va crear la Spanish Football League (SFL), on van participar alguns dels equips catalans mentre d'altres continuaven a la Lliga catalana de Futbol Americà. Aquesta SFL es va anomenar AFL durant la temporada 1993-94 i des del 1994 és la LNFA. Durant tot aquest temps hi ha hagut equips catalans jugant la Lliga catalana o la Lliga estatal.
El 1990 en Raül Paloma crea l'equip dels Argentona Bocs, campió de la Spanish Football League (SFL) del 2010.
Paral·lelament a aquesta pràctica amateur del Futbol Americà a Catalunya, Barcelona va tenir entre els anys 1991 i 2003 un equip professional, format majoritàriament per jugadors nord-americans i algun de català, els Barcelona Dragons. El primer partit de futbol americà femení en la història d'aquest país i d'Europa (només darrera d'Alemanya), es va disputar el 5 d'agost de 1995, entre els equips Barcelona Queens i Barcelona Howlers.

### El futbol americà a les Illes Balears
El primer equip de futbol americà a les Illes Balears (1989) va ser el Mallorca Voltors, format per alumnes de la Universitat de les Illes Balears. La seva primera competició va ser la primera edició de la Supercopa de la Federació catalana de Futbol Americà. Anys més tard va aparèixer un altre equip a Eivissa, els Corsaris.

### El futbol americà al País Valencià
El primer equip de futbol americà al País Valencià va ser els Giants de Cullera, fundats l'any 1990. La primera competició on van participar va ser la 3a edició de la Lliga catalana de Futbol Americà. Al a fi de la temporada 1992-93 de la lliga aquest equip va tenir una escissió d'on van sortir els València Firebats. Altres equips: els Tifons de Benicarló, els Stormers de Castelló i els Giants de València.

## Variacions i esports relacionats
El futbol canadenc, la forma de futbol més predominant al Canadà, està estretament vinculat amb el futbol americà: tots dos esports es van desenvolupar a partir del rugbi i es consideren com les principals variants de futbol amb xarxa. El primer intent de crear un organisme directiu adequat i adoptar un codi de normes vigent de rugbi va ser l'Associació Canadenca de Futbol, organitzada el 24 de març de 1873, seguida de la Unió Canadenca de Futbol Rugbi (CRFU), fundada el 12 de juny de 1880, que va incloure equips d'Ontario i Quebec. Encara que els dos jocs tenen un conjunt de normes similars, hi ha diverses diferències claus en les normes: per exemple, un camp de futbol canadenc mesura 150 per 65 jardes (137 per 59 m), incloses dues zones d'objectius de 20 jardes (amb una distància entre línies d'objectius de 110 jardes), els equips tenen tres passades en lloc de quatre, hi ha dotze jugadors a cada costat en lloc d'onze, no es permeten atrapades justes i una jugada d'un punt es compta si l'equip atacant expulsa la pilota de la zona final de la defensa. La Lliga Canadenca de Futbol (CFL) és la lliga més alta del Canadà i la segona lliga esportiva més popular del Canadà després de la Lliga Nacional de Hockey. La NFL i la CFL van mantenir relacions laborals oficials del 1997 al 2006.
Hi ha diverses variants de futbol sense contacte, com el futbol de bandera. En el futbol de bandera, no s'ataca al portador de la pilota; en canvi, els defensors intenten estirar una bandera lligada a la cintura del portador de la pilota. Una altra variant, el futbol de toc, simplement requereix un toc al portador de la pilota per ser considerat derrocad. Segons les normes utilitzades, jugar a futbol de toc pot requerir que el portador de la pilota es toqui amb una o dues mans per ser considerat derrocad.

## Competicions
- Competicions catalanes de futbol americà
- Lliga espanyola de futbol americà
- World League de futbol americà
- National Football League Europe
- National Football League
- American Football League